# Tibetansk getgasell
Tibetansk getgasell eller goa (Procapra picticaudata) är ett slidhornsdjur som förekommer i Asien.

## Utbredning och habitat
Utbredningsområdet sträcker sig över den tibetanska högplatån (regionerna Tibet, Ladakh och Sichuan i Kina och Indien) och angränsande områden. Arten vistas främst i regioner som ligger 3 000 till 3 700 meter över havet men når ibland berg som ligger 5 700 meter över havet. Det typiska habitatet är torra stäpper utan träd. Arten undviker branta sluttningar och vistas främst i flata eller kuperade regioner av platån.

## Kännetecken
Vuxna individer når en mankhöjd omkring 60 cm samt en vikt av cirka 25 kg och är så lite mindre än Procapra gutturosa. Pälsen är på ovansidan brungrå och på buken vitaktig. Bara hannar bär horn som från roten är böjda bakåt och nära spetsen böja framåt. I motsats till Procapra przewalskii finns ingen krökning inåt vid spetsen. kroppslängden ligger mellan 91 och 105 cm och därtill kommer en upp till 9 cm lång svans.

## Levnadssätt
I levnadssättet motsvarar tibetansk getgasell i stort sett arten Procapra gutturosa. Individerna bildar mindre flockar som sammanslutar sig under vandringen till stora hjordar. Denna antilop äter främst gräs och örter. Parningen sker vanligen under vintern och ungarna föds mellan juli och augusti. Per kull föds vanligen ett ungdjur och ibland tvillingar. Livslängden i naturen är okänt men en infångad individ levde något över 5 år i Pekings zoo.

## Hot
Tibetansk getgasell jagas och dessutom hotas den genom omvandlingen av utbredningsområdet till betesmark för boskapsdjur. Beståndet uppskattas med omkring 100 000 individer och arten listas av IUCN som nära hotad (near threatened).